# Tlingsing
Tlingsing is een bestuurslaag in het regentschap Klaten van de provincie Midden-Java, Indonesië. Tlingsing telt 2388 inwoners (volkstelling 2010).